# José Manuel de Goyeneche y Barreda
Pour les autres membres de la famille, voir Goyeneche.
José Manuel de Goyeneche y Barreda, né à Arequipa (vice-royaume du Pérou) le 12 juin 1776 et mort à Madrid le 10 octobre 1846. est Comte de Guaqui et grand d'Espagne, militaire, diplomate et homme politique espagnol.
Il est le fils du capitaine de cavalerie baztanais Juan de Goyeneche y Aguerrevere et de Maria Josefa de Barreda y Benavides, fille du maréchal de camp Nicolas de Barreda y Ovando, issu d'une famille de nobles et de conquistadors. Il arrive très jeune dans la péninsule ibérique pour terminer ses études comme cadet des milices disciplinées, devenant vite tenant de cavalerie et capitaine des grenadiers. Il participe en deux occasions à la défense de Cadix contre les Anglais. Il est aux commandes de deux cents grenadiers et des deux batteries de Baluarte de Capuchinos et de Plataforma. Il termine ses études militaires dans les principales cours européennes.

## Représentant plénipotentiaire en Amérique et guerres d'indépendances
En 1808, lors de l'invasion française de la péninsule, portant le grade de Général de brigade, il est représentant plénipotentiaire du gouvernement légitime d'Espagne pour la Junte suprême de Séville, lors de la proclamation du roi Ferdinand VII, en les vice-royautés du Pérou et du Rio de la Plata, s'assurant ainsi de la fidélité des colonies au légitime roi d'Espagne. Il y rapporte la nouvelle du soulèvement général contre les Français et demande l'aide du Rio de la Plata et du Pérou. Son pouvoir est total, incluant même le droit de destitution et d'emprisonnement de tout personnage public, y compris des vice-rois, qui manifesteraient une quelconque opposition à Ferdinand VII, légitime roi d'Espagne.

## La guerre dans le Haut-Pérou
Il se rend au Pérou, où le vice-roi Abascal le nomme capitaine général et président de l'audience royale de Cuzco. En 1809, il assure le commandement des armées royalistes péruviennes dans le Haut-Pérou , envoyées pour réprimer les forces révolutionnaires de La Paz (actuelle Bolivie) bien que cette province appartienne à la vice-royauté du Río de la Plata. Il met en déroute les révolutionnaires et fait exécuter une douzaine de ses dirigeants en rentrant à Cuzco.
Lorsqu'arrive la nouvelle de la Révolution de mai, Abascal annonce qu'il incorpore le Haut-Pérou à la vice-royauté du Pérou. Le général Goyeneche organise de nouvelles troupes mais ne peut avancer plus au sud qui depuis la bataille de Suipacha, est aux mains des révolutionnaires. En mai 1811, il signe un armistice avec le chef politique de l'armée indépendantiste Juan José Castelli. Armistice qu'aucun d'entre eux ne songe réellement respecter. Castelli déplace une partie de ses troupes avec pour objectif d'encercler les forces de Goyeneche et d'amoindrir ainsi leur résistance au moment de l'attaque. Mais Goyeneche met mieux à profit son temps et attaque le premier.
La bataille de Huaqui, du 19 juin 1811, est une large victoire de Goyeneche.
En quelques semaines il occupe toutes les provinces du Haut-Pérou, dont les villes de La Paz, Cochabamba, Chuquisaca (actuelle Sucre) et Potosí en Bolivie redonnant ainsi à l'Espagne la maîtrise de ce vaste territoire.
Sa victoire dans la célèbre et décisive bataille de Guaqui lui apporte le titre de comte de Guaqui, puis celui de Grand d'Espagne de Première classe.
Cependant une rébellion à Cochabamba lui demande presque un an pour la mâter, avant de pouvoir commencer l'invasion de la province de Salta, dans le nord de l'actuelle Argentine. Après avoir vaincu la forte résistance des habitants de Cochabamba (dont l'histoire souligne le rôle joué par les femmes), il prend possession de la ville. Il punit sévèrement les rebelles, une répression qui coutera la vie de dizaines d'hommes, de femmes et d'enfants.
En 1813, le général Pío Tristán, sous les ordres de Goyeneche, poursuit l'armée du Rio de la Plata jusqu'en territoire argentin. Il attaque l'armée argentine du nord commandée par le général Manuel Belgrano sans en référer à son supérieur et est mis en déroute lors de la bataille de Tucuman. Quelques mois plus tard, Tristan est de nouveau battu lors de la bataille de Salta, toute l'armée est faite prisonnière. Les troupes de Goyeneche se retrouvent ainsi menacées, le forçant à se replier jusqu'à Oruro (Bolivie). Goyeneche présente alors sa démission de général en chef et est remplacé par Joaquin de la Pezuela. Il rentre en Espagne peu après.

## Retour en Espagne
À son retour en Espagne il est nommé lieutenant-général des armées royales, membre de la junte de guerre des Indes, membre du conseil de guerre et président de la junte des affaires de commerce d'outre-mer.
Le comte de Guaqui est aussi élu député aux Cortes pour Arequipa (Pérou) et sénateur du royaume pour la province des îles Canaries. Le roi Ferdinand VII le nomme son gentilhomme de la chambre avec exercice et servitude, ainsi que chevalier de l'ordre militaire de Santiago. Il occupe également les charges de conseiller honoraire de l'État, sénateur viager, Grand du royaume, régisseur perpétuel de Cadix, commissaire royal de la banque espagnole de San Fernando, etc.
Tout au long de sa vie il reçut des décorations, entre autres, le grand croix d'Isabelle la Catholique, de Charles III, de San Hermenegildo, lauréat de San Fernando ou de la grand croix de commandeur de l'ordre Pontifical de San Gregorio Magno (Saint Grégoire).
Il meurt à Madrid en 1846. Ses restes reposent dans le panthéon familial du cimetière de San Isidro dans la capitale espagnole. Une rue madrilène porte son nom.